# آريس ميريت
اريس ميريت (بالإنجليزية: Aries Merritt)‏ (ولد: 24 يوليو 1985 - ) عداء أولمبي أمريكي متخصص في سباق 110 متر حواجز والفاز بالميدالية الذهبية في سباق 110 متر في دورة الألعاب الأولمبية الصيفية 2012 في لندن مسجلا (12.92) ثانية.

## وصلات خارجية
- آريس ميريت على موقع الاتحاد الدولي لألعاب القوى (الإنجليزية)
- آريس ميريت على موقع الاتحاد الأمريكي لسباقات المضمار والميدان (الإنجليزية)
- آريس ميريت على موقع الاتحاد الأمريكي لسباقات المضمار والميدان (الإنجليزية)
- آريس ميريت على موقع الدوري الماسي (الإنجليزية)
- آريس ميريت على موقع أوليمبيديا (الإنجليزية)
- آريس ميريت على موقع اللجنة الأولمبية والبارالمبية الأمريكية (الإنجليزية)